# The Phantom of the Opera (pel·lícula de 1962)
 The Phantom of the Opera és una pel·lícula de terror britànica dirigida el 1962 per Terence Fisher per a la Hammer. John Elder (Anthony Hinds) va escriure el guió a partir de la novel·la homònima de Gaston Leroux. Herbert Lom hi interpreta el professor Petrie, el fantasma del títol.

## Argument
La història es desenvolupa el 1900 en la Londres victoriana. El London Opera House  és, diuen, freqüentat per un fantasma des que Lord Ambrose D'Arcy (Michael Gough) prova de presentar-hi una nova òpera. En el moment de l'estrena, l'espectacle és espatllat pel cos d'un penjat que apareix balancejant-se al final d'una corda sobre l'escena. La cantant contractada es va negar a interpretar novament.
El director artístic, Harry Cobtree (Edward de Souza) fa una prova de cantants i es troba amb Christina Charles (Heather Sears), que sembla prometre molt. És contractada i presentada a D'Arcy. Aquest intenta seduir-la però la rebutja. És salvada per Harry. Còleric, d'Arcy els despatxa tots dos.
Quan Harry visita Christina a la seva pensió, troba manuscrits sobre un esbós de l'òpera suposadament composta per D'Arcy. La patrona, Sra. Tucker (Renee Houston), reconeix que aquests papers han pertangut a un antic pensionat, el professor Petrie, que va morir en l'incendi d'una impremta. Procedeix a una ràpida investigació que li mostra que Petrie no ha mort en l'incendi sinó que la seva cara ha estat en realitat esquitxada d'àcid nítric quan intentava apagar l'incendi. Llavors, s'ha salvat i ha saltat al Tàmesi on el seu cos mai no ha estat trobat.
Christina és llavors educada per un nan (Ian Wilson) que la porta sota els cellers de l'Òpera on un home horrible que porta una màscara i toca l'orgue li diu que li ensenyarà a cantar. Harry es posa a la recerca de la noia. Inspecciona el Tàmesi, allà on el professor Petrie ha caigut, i sent l'eco d'una veu de noia sortida d'una boca de claveguera. Hi entra i segueix un túnel. És atacat pel nan armat d'un ganivet però aconsegueix vèncer-lo. Arriba finalment als cellers de l'Òpera on sorprèn el Fantasma . Aquest li confessa ser el professor Petrie. És ell qui havia compost l'òpera que D'Arcy li havia robat i havia imprès sota la seva firma. És intentant cremar les plaques que serveixen per a la publicació que es va calar foc al casalot. Cremat per l'àcid, ha saltat al Tàmesi i, aspirat per la boca de claveguera, ha estat salvat pel nan que ha pres cura d'ell. Suplica a Harry de donar-li temps d'ensenyar a cantar a Christina per tal que es faci una gran cantant d'òpera. Harry i Christina accepten.
El vespre de l'estrena, d'Arcy s'enfronta al seu despatx amb el fantasma i fuig quan s'adona que es tracta de Petrie. Aquest escoltarà llavors Christina cantar la seva òpera i queda enlluernat. És llavors quan el nan, sorprès per un guarda de seguretat, es llança sobre l'aranya que domina l'escena. Christina és just sota. Veient el perill, Petrie es llança cap a l'escena i aparta Christina en el moment que el llum cau. Aquest l'aixafa i el mata davant els espectadors horroritzats.

## Repartiment
- Herbert Lom: el fantasma/el professor Petrie
- Heather Sears: Christina Charles
- Edward de Souza: Harry Cobtree
- Michael Gough: Ambrose D'Arcy
- Thorley Walters: Latimer
- Ian Wilson: el nan
- Milles Malleson: el segon cotxer
- Renee Houston: Mme Tucker
- John Harvey: el sergent Vickers
- Marne Maitland: Xavier
- Martin Miller: Rossi, cap d'orquestra

## Al voltant de la pel·lícula
- La pel·lícula ha estat rodada als Bray Studios, a Hammer.
- Les escenes d'òpera han estat filmades al Royal Opera House de Covent Garden.
- Cary Grant havia estat sol·licitat per interpretar el paper de Harry Cobtree, el director artístic romàntic, però va declinar finalment l'oferta, potser a causa de les escenes on havia de nedar.
- Christopher Lee havia estat en principi considerat per interpretar el paper del Fantasma.